# Обрист, Кристиан
Кристиан Обрист (итал. Christian Obrist; род. 20 ноября 1980, Брессаноне, Трентино-Альто-Адидже) — итальянский легкоатлет, специалист по бегу на средние дистанции и кроссу. Выступал на профессиональном уровне в 1998—2015 годах, обладатель бронзовой медали Средиземноморских игр, многократный победитель и призёр первенств национального значения, участник летних Олимпийских игр в Пекине.

## Биография
Кристиан Обрист родился 20 ноября 1980 года в Бриксене, Трентино-Альто-Адидже.
Успешно выступал на различных соревнованиях национального уровня начиная с 1998 года.
В 1999 году вошёл в состав итальянской сборной, стартовал среди юниоров на кроссовых чемпионате мира в Белфасте и чемпионате Европы в Веленье, стал четвёртым в беге на 1500 метров на юниорском европейском первенстве в Риге.
В 2000 году впервые стал чемпионом Италии в беге на 1500 метров на открытом стадионе, впоследствии неоднократно повторял это достижение.
В 2001 году выступил на чемпионате мира по кроссу в Остенде, в дисциплине 1500 метров был четвёртым на Кубке Европы в Бремене и на молодёжном европейском первенстве в Амстердаме, занял 12-е место на Средиземноморских играх в Тунисе.
В 2002 году в 1500-метровом беге финишировал седьмым на Кубке Европы в Анси и на чемпионате Европы в Мюнхене.
В 2003 году бежал 1500 метров на чемпионате мира в помещении в Бирмингеме и на чемпионате мира в Париже.
В 2004 году помимо прочего был седьмым на Кубке Европы в Быдгоще.
В 2005 году стал девятым на чемпионате Европы в помещении в Мадриде, шестым на Кубке Европы во Флоренции, выиграл бронзовую медаль на Средиземноморских играх в Альмерии.
В 2006 году финишировал четвёртым на Кубке Европы в помещении в Льевене, седьмым на Кубке Европы в Малаге и на чемпионате Европы в Гётеборге.
На чемпионате мира 2007 года в Осаке дошёл до стадии полуфиналов.
В 2008 году стал вторым на Кубке Европы в помещении в Москве, выступил на чемпионате мира в помещении в Валенсии, занял седьмое место на Кубке Европы в Анси. Благодаря череде удачных выступлений удостоился права защищать честь страны на летних Олимпийских играх в Пекине — в финале дисциплины 1500 метров показал время 3:39.87, расположившись в итоговом протоколе соревнований на 11-й строке.
В 2009 году финишировал шестым на домашнем чемпионате Европы в помещении в Турине, девятым на Средиземноморских играх в Пескаре, отметился выступлением на чемпионате мира в Берлине.
В 2010 году бежал 1500 метров на чемпионате мира в помещении в Дохе, стал вторым на командном чемпионате Европы в Бергене и седьмым на чемпионате Европы в Барселоне.
Завершил спортивную карьеру по окончании сезона 2015 года.